# Gryllacris atropicta
Gryllacris atropicta är en insektsart som beskrevs av Griffini 1911. Gryllacris atropicta ingår i släktet Gryllacris och familjen Gryllacrididae. Inga underarter finns listade i Catalogue of Life.